# Touste (rejon czortkowski)
Touste (ukr. Товсте, Towste) – wieś na Ukrainie, w obwodzie tarnopolskim, w rejonie czortkowskim, w hromadzie Grzymałów. W 2001 roku liczyła 547 mieszkańców.

## Historia
Pierwsza wzmianka o wsi pochodzi z 1449 roku. Za II Rzeczypospolitej Touste było siedzibą gminy wiejskiej Touste w powiecie skałackim w województwie tarnopolskim.
W 1939 r. wieś liczyła 1635 mieszkańców, z których 28% stanowili Polacy. W latach 1943–1945 nacjonaliści ukraińscy z OUN - UPA zamordowali tutaj 20 Polaków i 1 Rosjanina, paląc i grabiąc kilkadziesiąt polskich zagród.
Do 2020 w rejonie husiatyńskim. 

## Zabytki
- Zamek w Toustem[6], wybudowany w XVII w. na półwyspie otoczonym wodą, pod koniec XIX w. widoczne były jego ślady[7]
- barokowy kościół[8][9] (Jerzy Kowalczyk przypisuje autorstwo projektu Jakubowi de Logau, nadwornemu architektowi właściciela miasteczka ― Adama Mikołaja Sieniawskiego[10])

## Osoby pochodzące z Toustego
- Henryk Biegeleisen – polski etnograf i historyk literatury polskiej[11].
- Roman Czerniawski – oficer dyplomowany, pilot Wojska Polskiego i Polskich Sił Zbrojnych, mianowany podpułkownikiem przez władze II RP na uchodźstwie, minister w trzech kolejnych rządach Kazimierza Sabbata (1978-1985).

## Związani z Toustem
- Wołodysław Fedorowycz – właściciel dóbr
- Mychajło Czaczkowski – duchowny gr.kat.[12]